# Ионистор

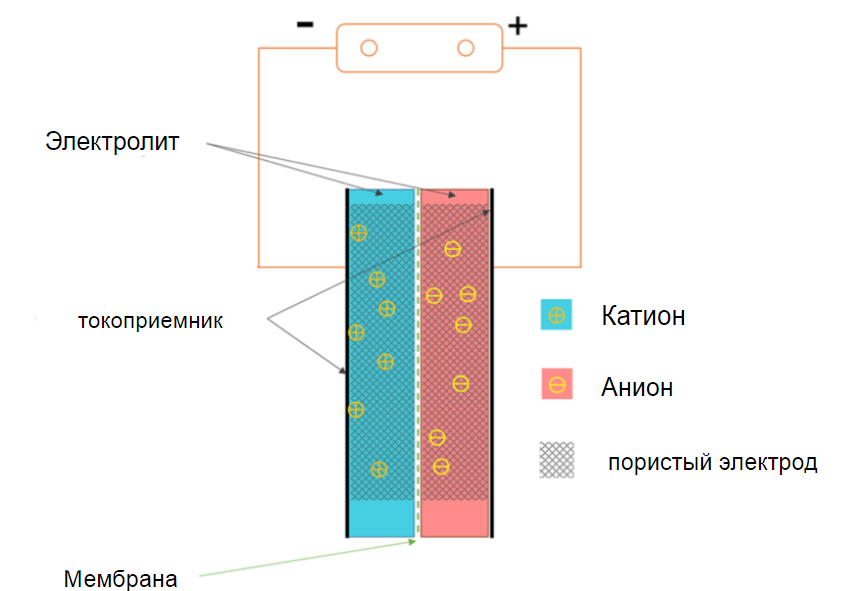
Схематическое изображение ионистора

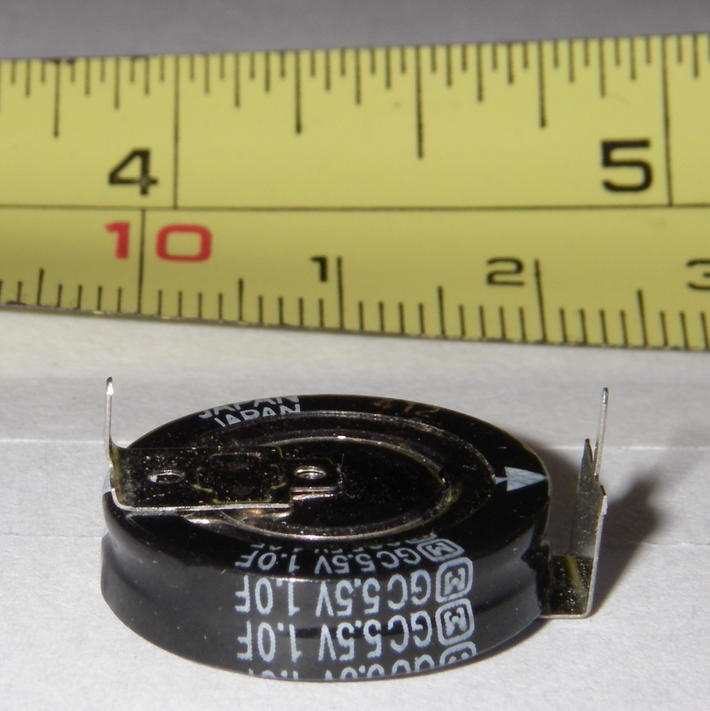
Плоский таблеточный ионистор

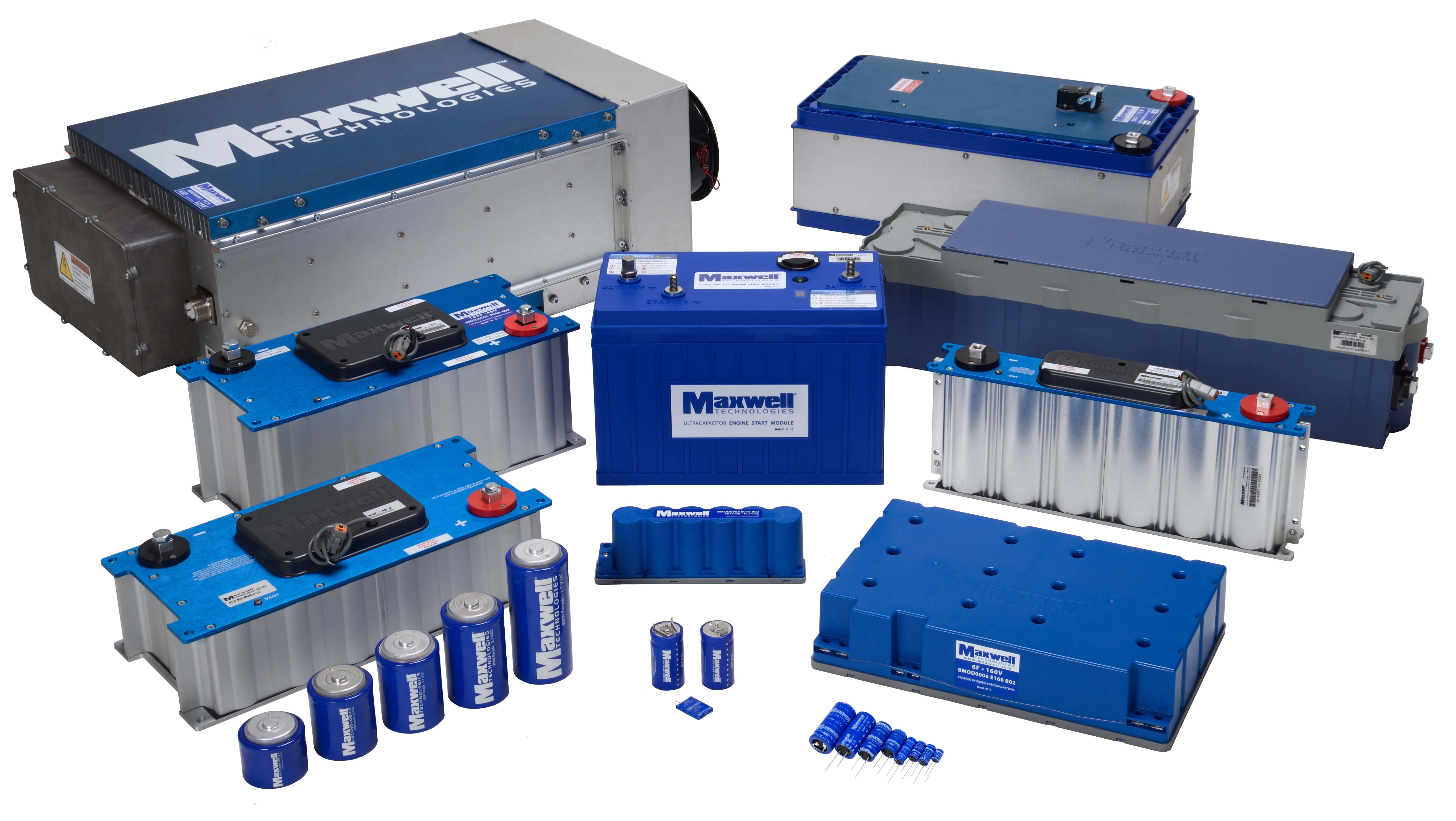
Варианты ионисторов

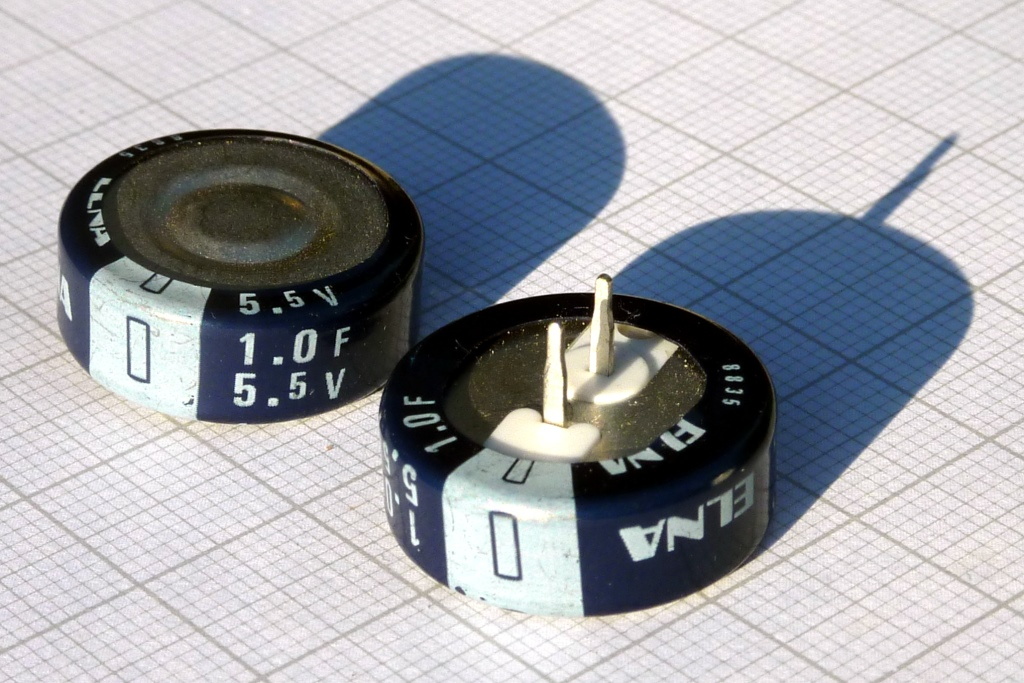
Плоский таблеточный ионистор (вариант выводов)

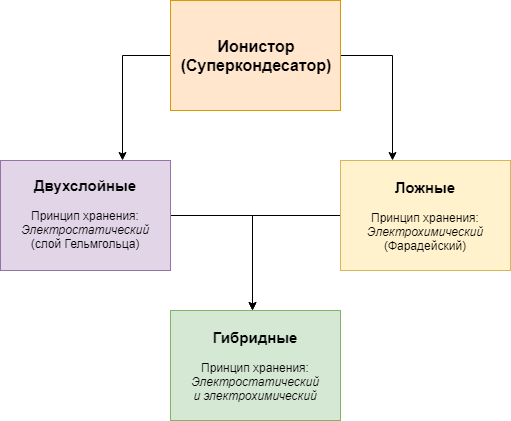
Классификация ионисторов

Иони́стор (суперконденсатор, ультраконденсатор, двухслойный электрохимический конденсатор) — электрохимическое устройство, конденсатор с органическим или неорганическим электролитом, «обкладками» в котором служит двойной электрический слой на границе раздела электрода и электролита. По характеристикам занимает промежуточное положение между конденсатором и химическим источником тока.

## Концепция

Сравнение конструктивных схем трёх конденсаторов. Слева: «обычный» конденсатор, в середине: электролитический, справа: ионистор

В связи с тем, что толщина двойного электрического слоя (то есть расстояние между «обкладками» конденсатора) крайне мала за счёт использования электролитов, а площадь пористых материалов обкладок — колоссальна, запасённая ионистором энергия выше по сравнению с обычными конденсаторами того же размера. К тому же использование двойного электрического слоя вместо обычного диэлектрика позволяет намного увеличить площадь поверхности электрода. Типичная ёмкость ионистора — несколько фарад при номинальном напряжении 2—10 вольт.

## История создания
Первый конденсатор с двойным слоем на пористых угольных электродах был запатентован в 1957 году фирмой General Electric. Так как точный механизм к тому моменту времени не был ясен, было предположено, что энергия запасается в порах на электродах, что и приводит к образованию «исключительно высокой способности накопления заряда». Чуть позже, в 1966, фирма Standard Oil of Ohio, Кливленд (SOHIO), США запатентовала элемент, который сохранял энергию в двойном слое.
Столкнувшись с фактом небольшого объёма продаж, в 1971 году SOHIO передала лицензию фирме NEC, которой удалось удачно продвинуть изделие на рынке под названием «Supercapacitor» (суперконденсатор). В 1978 году фирма Panasonic выпустила на рынок «Золотой конденсатор» («Gold capacitor», «Gold Cap»), работающий на том же принципе. Эти конденсаторы имели относительно высокое внутреннее сопротивление, ограничивающее отдачу энергии, и применялись в цепях питания энергозависимой памяти (SRAM).
Ионисторы в СССР были анонсированы в журнале «Радио» № 5 в 1978 году. Это были ионисторы КИ1-1 и они имели ёмкость от 0,1 до 50 Ф в зависимости от типоразмера.
Первые ионисторы с малым внутренним сопротивлением для применения в мощных схемах были разработаны фирмой PRI в 1982 году. На рынке эти ионисторы появились под названием «PRI Ultracapacitor».

## Типы ионисторов
1. Ионисторы с идеально поляризуемыми углеродными электродами («идеальный» ионистор, ионный конденсатор). Не используют электрохимических реакций, работают за счёт ионного переноса между электродами. Некоторые варианты электролита: 30%-й водный раствор KOH; 38%-й водный раствор Н2SO4; органические электролиты[3].
2. Ионисторы с идеально поляризуемым углеродным электродом и неполяризуемыми или слабо поляризуемыми катодом или анодом («гибридные» ионисторы).
На одном электроде происходит электрохимическая реакция. Варианты: Ag(-) и твёрдый электролит RbAg4I5[англ.]; 30%-й водный раствор KOH и NiOOH[англ.](+)[3].
3. Псевдоконденсаторы — ионисторы, использующие обратимые электрохимические процессы на поверхности электродов. Имеют высокую удельную ёмкость. Электрохимическая схема: (-) Ni(H) / 30%-й водный раствор KOH / NiOOH (+); (-) С(Н) / 38%-й водный раствор Н2SO4 / PbSO4(PbO2) (+)[3].

## Сравнения
С появлением ионисторов стало возможным использовать конденсаторы в электрических цепях не только как преобразующий элемент, но и как источник тока. Широко применяются в качестве замены батареек для хранения информации о параметрах изделия при отсутствии внешнего питания. Такие элементы имеют как несколько преимуществ, так и ряд недостатков по сравнению обычными химическими источниками тока — гальваническими элементами и аккумуляторами:

### Недостатки

Зависимость ёмкости суперконденсатора от частоты

- Высокая цена ионисторов с большими разрядными токами, препятствующая их широкому применению.
- Напряжение напрямую зависит от степени заряженности.
- Возможность выгорания внутренних контактов при коротком замыкании для ионисторов большой ёмкости и с малым внутренним сопротивлением.
- Низкое рабочее напряжение по сравнению с большинством конденсаторов других типов. При последовательном соединении требуется балансировка, чтобы избежать перезаряда отдельных ячеек.
- Значительно больший, по сравнению с аккумуляторами, саморазряд: порядка 1 мкА у ионистора 2 Ф × 2,5 В[4].
- Существенно меньшая скорость отдачи заряда по сравнению с обычными конденсаторами.
- Быстрое падение ёмкости при увеличении рабочей частоты.

### Преимущества
- Большие максимальные токи зарядки и разрядки.
- Малая деградация даже после сотен тысяч циклов заряд-разряд. Проводились исследования по определению максимального числа циклов заряд-разряд. После 100 000 циклов не наблюдалось ухудшения характеристик.
- Высокое эквивалентное параллельное сопротивление у большинства ионисторов (препятствует быстрому саморазряду).
- Низкое эквивалентное последовательное сопротивление (препятствует перегреву и разрушению даже при больших рабочих токах).
- Ионистор обладает длительным сроком службы (при 0,6 Uном. около 40 000 часов с незначительным снижением ёмкости).
- Малый вес по сравнению с электролитическими конденсаторами подобной ёмкости.
- Низкая токсичность материалов (кроме органических электролитов).
- Неполярность (хотя на ионисторах и указаны «+» и «−», это делается для обозначения полярности остаточного напряжения после его зарядки на заводе-изготовителе).
- Малая зависимость от окружающей температуры: могут работать как на морозе, так и на жаре.
- Большая механическая прочность: выдерживают многократные перегрузки.

## Материалы
Электроды выполняют, как правило, путём использования пористых материалов, таких, как активированный уголь или вспененные металлы; подбираются эти металлы в соответствии с типом электролита. Общая площадь поверхности такого пористого материала во много раз больше, чем у аналогичного, но с гладкой поверхностью, что позволило хранить заряд в соответствующем объёме.

## Плотность энергии
Удельная энергоёмкость ионисторов пока ещё в несколько раз меньше таковой аккумуляторов. Например, удельная энергоёмкость ионистора BCAP3000 (3000 Ф, 2,7 В) массой 0,51 кг составляет 21,4 кДж/кг (6 Вт·ч/кг). Это в 7,6 раза меньше плотности энергии свинцовых электролитических аккумуляторов, в 25 раз меньше литий-полимерных аккумуляторов, но в десятки раз больше удельной ёмкости электролитического конденсатора.
Удельная мощность ионистора зависит от внутреннего сопротивления. В последних моделях ионисторов внутреннее сопротивление достаточно мало, что позволяет получать мощность, сравнимую с аккумуляторной.
В 2008 году индийские исследователи разработали опытный образец ионистора на основе графеновых электродов, обладающий удельной энергоёмкостью до 32 Вт·ч/кг, сравнимую с таковой для свинцово-кислотных аккумуляторов (30—40 Вт·ч/кг)
.
В 2011 году корейские ученые под руководством профессора Чой Джунг Вук (Choi Jung-wook) разработали суперконденсатор, изготовленный с применением графена и азота, обеспечивающий удвоенную ёмкость по сравнению с обычными источниками энергии того же класса. Улучшение электрических свойств элемента питания было достигнуто благодаря добавлению азота.

## Использование

### Транспортные средства

#### Тяжелый и общественный транспорт
Электробусы с питанием от ионисторов называются «капабусы». В настоящее время капабусы выпускаются фирмами Hyundai Motor, «Тролза», «Белкоммунмаш», «ЛИАЗ», «НЕФАЗ» и др..
Капабусы Hyundai Motor представляют собой обыкновенные автобусы с электроприводом, питаемым от бортовых ионисторов. По задумке конструкторов из Hyundai Motor, такой автобус будет заряжаться на каждой второй или каждой третьей остановке, причём длительности остановки достаточно для подзарядки автобусных ионисторов. Hyundai Motor позиционирует свой капабус как экономичную замену троллейбусу (нет необходимости прокладывать контактную сеть) или дизельному (и даже водородному) автобусу (электроэнергия пока дешевле дизельного или водородного топлива).
Капабусы от «Тролзы» технически представляют собой «бесштанговые троллейбусы». То есть конструктивно это троллейбус, но без штанг питания от контактной сети и, соответственно, с питанием электропривода от ионисторов. Особенно перспективны ионисторы в качестве средства реализации системы автономного хода для обычных троллейбусов. Троллейбус, оборудованный ионисторами, по маневренности приближается к автобусу. В частности, такой троллейбус может:
- проходить отдельные короткие участки маршрута, не оборудованные контактной сетью (в том числе при необходимости двигаться в объезд, когда на каком-то участке маршрута движение по штатной трассе маршрута невозможно);
- проходить места обрыва линии контактной сети;
- возможность объезжать препятствия даже тогда, когда длина токоприёмных штанг не позволяет это сделать (водитель оборудованного ионисторами троллейбуса в этом случае просто опустит токоприёмные штанги и объедет препятствие, после чего вновь поднимет токоприёмные штанги и продолжит движение в штатном режиме);
- отпадает надобность в развитии контактной сети в депо и на разворотных кольцах на конечных остановках — в депо и на разворотных кольцах оборудованные ионисторами троллейбусы маневрируют с опущенными токоприёмными штангами.

Таким образом, троллейбусная система, используя оборудованные ионисторами троллейбусы, по гибкости приближается к обычной автобусной.
С мая 2017 в Минске применяют первые белорусские электробусы Белкоммунмаш Е433 Vitovt Max Electro. Электробусы заряжаются на трёх зарядных станциях, расположенных в конечных точках маршрутов. Зарядка током 500 ампер длится 5—8 минут. Пустой электробус на одном заряде проезжает 20 км. Ионисторы производит ООО «Чэнду Синьджу Шелковый Путь Развитие» в китайско-белорусском промышленном парке «Великий камень».

#### Автомобильный
Ё-мобиль — проект автомобиля, разрабатывавшийся в Российской Федерации, использовал ионистор как основное средство для накопления электрической энергии. Сами эти ионисторы не производились серийно и разрабатывались одновременно с автомобилем.

#### Автогонки
Система KERS, применяющаяся в «Формуле-1», использует именно ионисторы.

### Бытовая электроника
Применяются для основного и резервного питания в фотовспышках, фонарях, карманных плеерах и автоматических коммунальных счётчиках — везде, где требуется быстро зарядить устройство. Лазерный детектор рака молочной железы на ионисторах заряжается за 2,5 минуты и работает 1 минуту.
В магазинах автопринадлежностей продаются ионисторы ёмкостью порядка 1 Ф, предназначенные для питания автомагнитол (и аппаратуры, питаемой от разъёма прикуривателя) при выключенном зажигании и во время запуска двигателя (на многих автомобилях на время работы стартера отключаются все остальные потребители), а также для сглаживания скачков напряжения при пиковых нагрузках, например для работы мощных динамиков.

## Перспективы развития
Согласно заявлениям сотрудников MIT 2006 года, ионисторы могут в скором времени заменить обычные аккумуляторы. Кроме того, в 2009 году были проведены испытания аккумулятора на основе ионистора, в котором в пористый материал были введены наночастицы железа. Полученный двойной электрический слой пропускал электроны в два раза быстрее за счёт создания туннельного эффекта. Группа учёных из Техасского университета в Остине разработала новый материал, представляющий собой пористый объёмный углерод. Полученный таким образом углерод обладал свойствами суперконденсатора. Обработка вышеописанного материала гидроксидом калия привела к созданию в углероде большого количества крохотных пор, которые в сочетании с электролитом смогли хранить в себе колоссальный электрический заряд.
В настоящее время создана одна из необходимых частей конденсатора — твёрдый нанокомпозиционный электролит с проводимостью по ионам лития. Ведётся разработка электродов для конденсатора. Одна из задач — уменьшить размеры ионистора за счёт внутреннего строения.
Учёные из Центра нанотехнологий Университета Центральной Флориды (UCF) в 2016 году разработали гибкий ионистор, состоящий из миллионов нанометровых проволок, покрытых оболочкой из двумерных дихалькогенидов. Такой суперконденсатор выдерживает более 30 тысяч циклов зарядки.
Российские учёные из Сколковского института науки и технологий (Сколтех) в 2019 году разработали новый способ замещения атомов углерода на атомы азота в кристаллической решетке суперконденсаторов, который позволяет шестикратно увеличить их ёмкость, а также увеличить стабильность в циклах зарядки-разрядки. Изобретённый способ плазменной обработки углеродных наностенок структурной решётки ионисторов замещает до 3 % атомов углерода на атомы азота. Удельная ёмкость наностенки после такой обработки достигает 600 Ф/г. Учёные также объяснили, смоделировали и описали механизм включения атомов азота в углеродную решётку. Данное исследование открывает путь к созданию гибких тонкопленочных суперконденсаторов на основе углеродных наностенок.